# Хрнич, Эди
Эди Хрнич (дат. Edi Hrnic; 26 декабря 2003, Брённбю) — датский тхэквондист, призер Летних Олимпийских игр в Париже.

## Карьера
Первый серьезный успех пришел к датскому спортсмену в юном возрасте. Будучи 18-летнем тхэквондистом, Хрнич дошел до финала на Чемпионате Европы 2022 года в Манчестере в категории до 80 килограмм. Успех был подкреплен в следующем году, когда ему удалось победить наодержать победу на Европейских играх в Кракове.
В марте 2024 года Хрнич в рамках европейской квалификации на Олимпиаду завоевал лицензию для выступления на играх в Париже. Тхэквондист стал первым представителем Дании, пробившимся на Олимпиаду за 20 лет. Дебют получился удачным — Хрнич завоевал бронзу.

## Семья
Эди Хрнич родился в Брённбю в семье боснийских иммигрантов.